# 본 슈프리머시
본 슈프리머시(The Bourne Supremacy) 또는 잃어버린 얼굴 제2부(초판)는 로버트 러들럼의 첩보 소설로, 1986년에 발매되었다. 이 소설을 바탕으로 한 동명의 영화가 2004년 개봉하였다.